# Danh sách nhân vật trong Little Busters!

Nhân vật chính của Little Busters! (trái sang phải):
Hàng trên: Masato, Kyousuke, Kengo;
Hàng giữa: Mio, Yuiko, Rin, Haruka;
Hàng cuối: Kudryavka, Riki, Komari.

Đây là danh sách nhân vật trong tiểu thuyết ảo và loạt manga Little Busters!. Nhân vật chính là Riki Naoe, một chàng trai ở trường trung học, là một thành viên trong nhóm năm người bạn với tên the Little Busters. Thủ lĩnh của Little Busters là Kyousuke Natsume, lớn hơn một tuổi so với bốn thành viên khác.

## Thành viên Little Busters

### Thành viên ban đầu
Naoe Riki (直枝 理樹 なおえ りき)
Lồng tiếng bởi: Tamiyasu Tomoe
Natsume Rin (棗 鈴 なつめ りん)
Lồng tiếng bởi: Tomoe Tamiyasu
Natsume Kyōsuke (棗 恭介 なつめ きょうすけ)
Lồng tiếng bởi: Midorikawa Hikaru (high school), Kamonomiya Yū (grade school)
Inohara Masato (井ノ原 真人 いのはら まさと)
Lồng tiếng bởi: Kanna Nobutoshi
Miyazawa Kengo (宮沢 謙吾 みやざわ けんご)
Lồng tiếng bởi: Oda Yūsei (high school), Kamonomiya Yū (grade school)

### Các thành viên bổ sung
Kamikita Komari (神北 小毬 かみきた こまり)
Lồng tiếng bởi: Yanase Natsumi
Saigusa Haruka (三枝 葉留佳 さいぐさ はるか)
Lồng tiếng bởi: Suzuki Keiko
Nōmi Kudoryafuka (能美 クドリャフカ)
Lồng tiếng bởi: Suzuta Miyako
Kurugaya Yuiko (来ヶ谷 唯湖 くるがや ゆいこ)
Lồng tiếng bởi: Tanaka Ryōko
Nishizono Mio (西園 美魚 にしぞの みお)
Lồng tiếng bởi: Kawaragi Shiho

## Nhân vật nữ chính trong Ecstasy

Năm heroine từ Little Busters! Ecstasy (trái sang phải):
Hậu nền: Sasami, Rin, Kanata;
Phía trước: Saya, Komari.

Futaki Kanata (二木 佳奈多 ふたき かなた)
Lồng tiếng bởi: Suzuki Keiko
Sasasegawa Sasami (笹瀬川 佐々美 ささせがわ ささみ)
Lồng tiếng bởi: Tamiyasu Tomoe
Tokido Saya (朱鷺戸 沙耶 ときど さや)
Lồng tiếng bởi: Kazane

## Nhân vật phụ
Koshiki Miyuki (古式 みゆき こしき みゆき)
Lồng tiếng bởi: Kamonomiya Yū
Midori (美鳥 みどり)
Lồng tiếng bởi: Kawaragi Shiho
Kamikita Kojirō (神北 小次郎 かみきた こじろう)
Lồng tiếng bởi: Roaki Moriko